# Рапид Вали (Јужна Дакота)
Рапид Вали (енгл. Rapid Valley) насељено је место без административног статуса у америчкој савезној држави Јужна Дакота.

## Демографија
По попису из 2010. године број становника је 8.260, што је 1.217 (17,3%) становника више него 2000. године.
| Група             | 2000.         | 2010.         |
| Белци             | 6.300 (89,5%) | 7.286 (88,2%) |
| Афроамериканци    | 44 (0,6%)     | 57 (0,7%)     |
| Азијати           | 37 (0,5%)     | 71 (0,9%)     |
| Хиспаноамериканци | 177 (2,5%)    | 264 (3,2%)    |
| Укупно            | 7.043         | 8.260         |